# عبد الله الفارس للصناعات الثقيلة
عبد الله الفارس للصناعات الثقيلة هي واحدة من أهم الموردين الرئيسيين للأسلحة الجيش العربي السعودي، ويتركز نشاط الشركة في صناعة مدرعة الفهد والفارس 8-400.